# WWF Naturreservat Marchegg

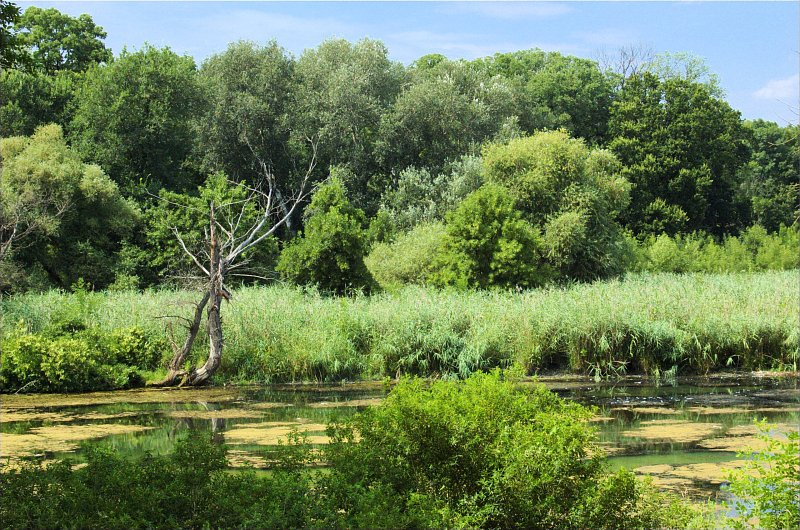
Marchauen

Das WWF Naturreservat Marchegg (auch Naturschutzgebiet Untere Marchauen) ist ein Naturschutzgebiet der March in Niederösterreich. Das Reservat ist Teil des Natura-2000-Gebietes March-Thaya-Auen und ein Teil der vielen einzelnen Naturschutzflächen entlang der March.
Das Reservat hat eine Größe von ungefähr 1.100 ha und liegt großteils im Überschwemmungsgebiet zwischen Marchegg und Zwerndorf.

## Entstehung
Um das Gebiet effektiv schützen zu können, kaufte der WWF Österreich gemeinsam mit der Stadt Marchegg es im Jahr 1970 von der Familie Pálffy. 1972 wurde der Anteil der Gemeinde Marchegg an die Familie Völkl verkauft. 1978 wurde das Gebiet auch regulär als Naturschutzgebiet (Naturschutzgebiet Untere Marchauen) erklärt.
Seither bewirtschaftet der WWF das Gebiet in den Randzonen nachhaltig, während die Natur mit den Horstschutzzonen und den Naturwäldern als Kernzone unberührt bleibt.

## Flora und Fauna

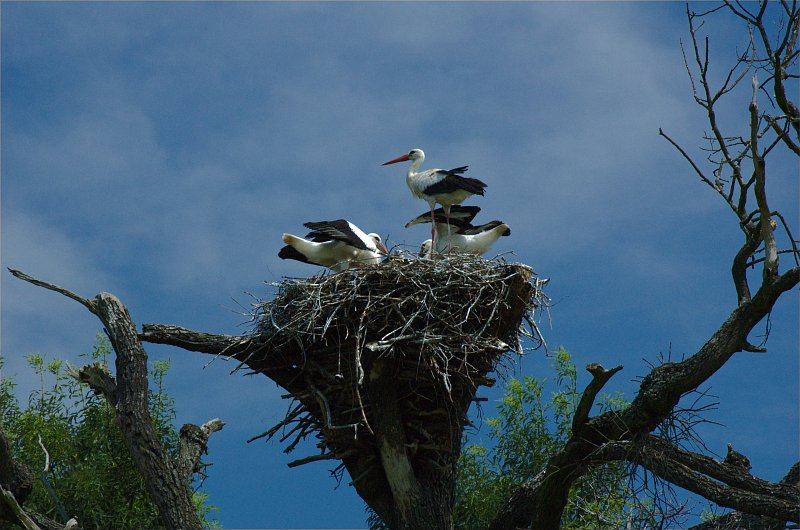
Baumhorst in den Donauauen

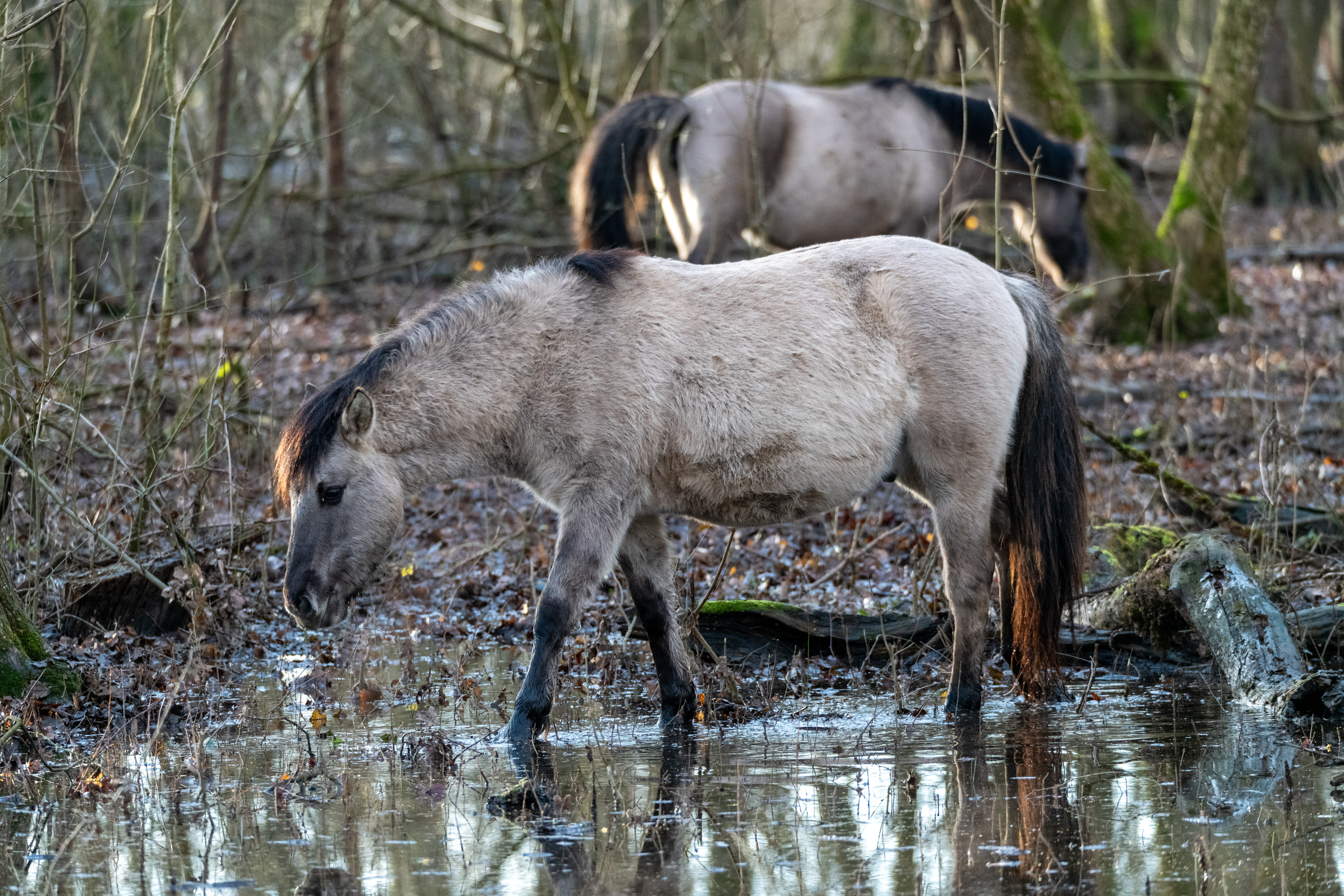
Konikpferde in der Au

Lebensraum für die Tiere bilden die ausgedehnten zeitweise überschwemmten Feuchtwiesen, Wiesen- und Ackersutten.
Den Höhepunkt der Fauna bildet die Weißstorchenkolonie, die in etwa 50 Baumhorsten hinter dem Schloss Marchegg nistet und die größte Baumkolonie Mitteleuropas darstellt. Bereits 1890 wurden die Storchenhorste erwähnt.
Insgesamt brüten etwa hundert Vogelarten. Einige Vogelarten sollen beispielhaft angegeben werden, wie Schwarzstörche, der rote oder schwarze Milan, der Graureiher, aber auch Seeadler.
Neben dem Rotwild, Hirsch oder Wildschweinen findet man auch Biber.
Seit 2015 leben halbwilde Konik-Pferde im WWF Naturreservat Marchegg zur Beweidung. Zu Beginn bestand die Herde aus sechs Stuten die aus einem polnischen Reservat stammen. Ein Jahr später kamen drei Hengstfohlen dazu, seitdem wächst der Bestand schrittweise heran.